# Захария (хазарский каган)
Заха́рия (ст.‑слав. Захарїѫ, ѿ Зaxа́pïe) — хазарский каган, правивший в IX веке. Упоминается в 860—861 годах. Источником сведений о нём являются житие святого Кирилла (в миру Константина Философа), сохранившееся в славянском переводе, и связанные с ним произведения. Имя содержится в Проложной (Краткой) редакции Жития, так называемом «Успении Кирилла», не исключено, что оно является не более чем опиской переписчика.
По-видимому, был иудеем, о чём свидетельствуют библейское имя и указание на веру в единого Бога. В 860 году направил посольство к византийскому императору Михаилу III, в ответ на которое в Хазарию прибыла византийская миссия, возглавляемая Константином Философом (святым Кириллом). Этим событиям, возможно, предшествовал военный конфликт, так как упоминается, что Константин снял хазарскую осаду с одного из городов в Крыму, а при дворе кагана находились византийские пленные. Прибыв в Херсон в январе 861 года, Константин на корабле приплыл в Азовское море, а оттуда прибыл в ставку кагана, расположенную в Прикаспии. Среди хазарских сановников, участвовавших в приёме, упоминается «первый советник», в котором исследователи видят со-правителя Хазарии — бека в начальный период двоевластия в Хазарии, когда полномочия двух правителей ещё были примерно равны. 
В Житии посольство увязано с диспутом между христианским, исламским и иудейским проповедниками, устроенном по желанию кагана с целью выбрать истинную веру. Это христианская версия сюжета о хазарском «состязании вер», существуют ещё его еврейская и мусульманская версии. Обстоятельства прений и причина победы иудаизма во всех трёх версиях описываются по-разному. Удовлетворившись ответами Константина, каган пообещал религиозную неприкосновенность христианам. Константин крестил 200 хазар-язычников из его окружения и забрал с собой 20 пленников. В письме, направленном к императору, каган выразил надежду, что в будущем сам придёт к крещению и назвал себя другом Византии.
Сам факт посольства Константина в Хазарию считается полностью достоверным, поскольку о нём есть упоминание в независимом источнике (письмо Анастасия Библиотекаря). Но вопрос о соотношении достоверных и вымышленных деталей остаётся открытым. В том числе достоверность самого имени, которое может быть просто перестановкой слогов в слове «Хазария». В классических трудах по хазарам (М. И. Артамонов, Д. Данлоп) оно упоминается без специального рассмотрения. В историографии, начиная с Й. Маркварта, существует взгляд, что именно правлением Захарии следует датировать обращение в иудаизм хазар (Г. В. Вернадский, Г. Ловмянский, из новейших авторов К. А. Брук, К. Цукерман). Однако большинством исследователей данная точка зрения не разделяется, поскольку по другим письменным источникам это событие относится к более раннему периоду, что подкрепляется также нумизматическими данными.
Предполагают, что истинной целью посольства было налаживание отношений между странами в свете неблагоприятной внешнеполитической ситуации. Византия только что подверглась первому нападению русов на Константинополь. А хазары испытывали натиск венгров.
Захария — единственный известный каган в IX—X веках. Сведения о более поздних хазарских каганах не сохранились, так как они утратили реальную власть, уступив её бекам.